# یوسی سرید
یوسی سرید (عبری: יֹוסֶף "יֹוסִי" שָׂרִיד‎؛ ۲۴ اکتبر ۱۹۴۰ – ۴ دسامبر ۲۰۱۵) یک روزنامه‌نگار، سیاست‌مدار، و نویسنده اهل اسرائیل بود. وی هم‌چنین سابقه حضور در کنست و وزارت آموزش اسرائیل و وزارت محیط‌زیست اسرائیل را در کارنامه داشت.